# Mount Greenwood

Situation de Mount Greenwood dans la ville de Chicago

Mount Greenwood est l'un des 77 secteurs communautaires de la ville de Chicago aux États-Unis.